# Куртин, Анри
Анри Куртин (фр. Henri Courtine, 11 мая 1930, VIII округ Парижа — 19 февраля 2021, Со) — французский дзюдоист. Он получил бронзовую медаль на чемпионате мира по 1956 года в Токио, разделив бронзу с Антоном Гесинком, после поражения в полуфинале от Сёкити Нацуи. Куртин является трёхкратным чемпионом Европы (1952, 1958 и 1959), и четырёхкратным в составе французской команды (1952, 1954, 1955 и 1956). Он служил в качестве руководителя (sports director) в Международной федерации дзюдо (IJF) с 1979 по 1987 год.
Анри Куртин был первым французским мэйдзином, то есть дзюдоистом, удостоенным высшей степени дзюдо (10-й дан, красный пояс). Дан присвоен FFJDA в 2007 году.